# Sagmatocythere
Sagmatocythere is een geslacht van kreeftachtigen uit de klasse van de Ostracoda (mosselkreeftjes).

## Soorten
- Sagmatocythere alaefortis Whatley & Maybury, 1987 †
- Sagmatocythere antoniettae (Ruggieri, 1967) Ciampo, 1986 †
- Sagmatocythere caelata (Ciampo, 1976) Athersuch & Horne, 1984 †
- Sagmatocythere carboneli Milhau, 1993 †
- Sagmatocythere cercinata (Bonaduce, Masoli & Pugliese, 1976) Whatley & Maybury, 1984
- Sagmatocythere crispa (Ciampo, 1984) Ciampo, 1986 †
- Sagmatocythere cristatissima (Ruggieri, 1967) Athersuch & Horne, 1984 †
- Sagmatocythere decurtata Bonaduce, Ruggieri, Russo & Bismuth, 1992 †
- Sagmatocythere escornebeouensis Ducasse, Bekaert & Rousselle, 1991 †
- Sagmatocythere geometrica Ciampo, 1986 †
- Sagmatocythere gibbosofoveolata (Seguenza, 1880) Ruggieri, 1992 †
- Sagmatocythere gombosi Brouwers, 1993
- Sagmatocythere intermedia Bonaduce, Ruggieri, Russo & Bismuth, 1992 †
- Sagmatocythere labirynthica Bonaduce, Ruggieri, Russo & Bismuth, 1992 †
- Sagmatocythere littoralis (Mueller, 1894) Athersuch & Horne, 1984
- Sagmatocythere mayburyae Horne, Lord, Robinson & Whittaker, 1990
- Sagmatocythere mediterranea (Mueller, 1894) Athersuch, 1976
- Sagmatocythere minuta Maybury & Whatley, 1987 †
- Sagmatocythere moncharmonti (Ciampo, 1971) Athersuch & Horne, 1984
- Sagmatocythere multifora (Norman, 1865) Athersuch & Horne, 1984
- Sagmatocythere napoliana (Puri, 1963) Athersuch, 1976
- Sagmatocythere nupta Mostafawi, 2003
- Sagmatocythere oblonga Ciampo, 1986 †
- Sagmatocythere paracercinata Whatley & Maybury, 1984 †
- Sagmatocythere paravariolata Maybury, 1995 †
- Sagmatocythere pennata (Schornikov, 1965) Athersuch & Horne, 1984
- Sagmatocythere pseudomultifora Maybury & Whatley, 1984 †
- Sagmatocythere tenuis (Ciampo, 1981) Ciampo, 1986 †
- Sagmatocythere terebrata (Ruggieri, 1962) Ruggieri, 1992 †
- Sagmatocythere turrita Ciampo, 1986 †
- Sagmatocythere variolata (Brady, 1878) Whatley & Maybury in Margerel, Whatley & Maybury, 1989
- Sagmatocythere versicolor (Mueller, 1894) Athersuch & Horne, 1984
- Sagmatocythere vomer Bonaduce, Ruggieri, Russo & Bismuth, 1992 †
- Sagmatocythere wyatti Maybury & Whatley, 1987 †